# In certi sogni canto nuda (Elettroplugged)
In certi sogni canto nuda (Elettroplugged) è la prima raccolta della cantante italiana Romina Falconi, pubblicata il 22 giugno 2018 dalla Freak & Chic.

## Descrizione
In certi sogni canto nuda (Elettroplugged) contiene le versioni elettroplugged di alcuni brani del primo album della cantante Certi sogni si fanno attraverso un filo d'odio.

## Tracce
1. Playboy (Elettroplugged) – 3:02
2. La tempesta perfetta (Elettroplugged) – 3:39
3. Circe (Elettroplugged) – 3:09
4. Stupida pazza (Elettroplugged) – 4:08
5. Mister No (Elettroplugged) – 3:56
6. Lista nera (Elettroplugged) – 4:10
7. Anima (Elettroplugged) – 3:37
8. Il mio prossimo amore (Elettroplugged) – 4:12
9. Il segreto (Elettroplugged) – 5:42
10. Un filo di medley: Viva lei/Un filo d'odio (Elettroplugged) – 3:57

## Formazione
Musicisti
- Romina Falconi – voce
- Gianantonio Marchetti – tastiere
- Giuseppe D'Aleo – batteria
- Luca Silvestri – basso

Produzione
- Gianantonio Marchetti – produzione
- Giuseppe D'Aleo – produzione, missaggio
- Bruno Agostino Scantamburlo – trucco
- Ilario Botti – fotografia